# Giuseppe Chiattone

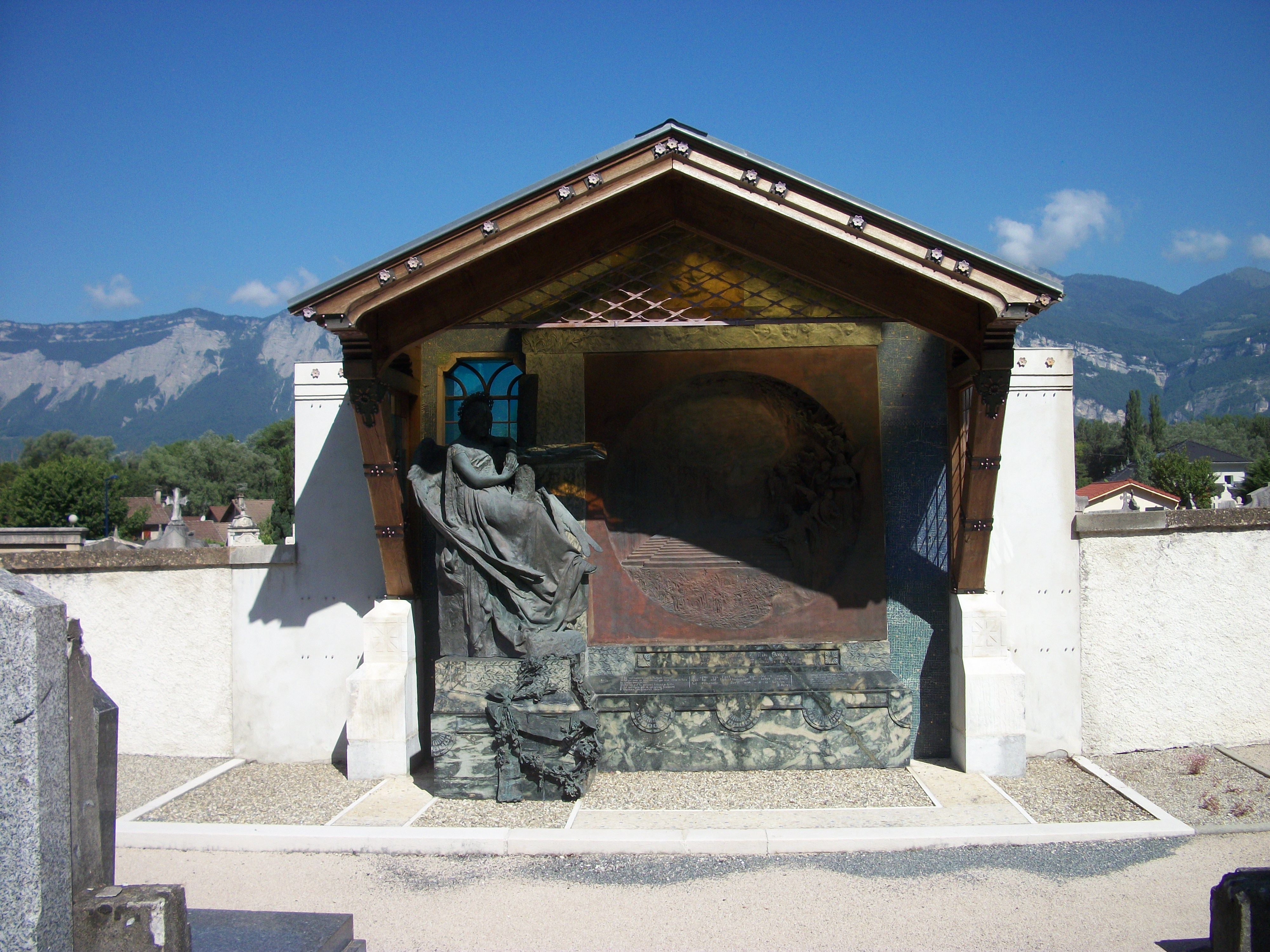
Le cénotaphe de Mme Bergès, labellisé Patrimoine en Isère, à Villard-Bonnot. Le œuvres en pierre et bronze sont réalisés en 1899 par Giuseppe Chiattone.

Giuseppe Chiattone, né le 21 mars 1863 à Lugano où il est mort le 2 février 1954, est un sculpteur suisse. Il est le frère cadet d'Antonio Chiattone, lui aussi sculpteur, et oncle de l'architecte Mario Chiattone.

## Biographie
Giuseppe Chiattone fait ses études de sculpture à la Compagnia di S. Anna à Lugano et à l'Accademia Albertina de Turin. Une fois à Milan, il travaille dans l'atelier de son frère. En 1887, ils retournent ensemble à Lugano, où ils ouvrent un atelier en commun.
De 1900 à 1902, Chiattone est membre de la Commission fédérale des beaux-arts. En qualité de membre de la jury, il est partiellement responsable de la sélection des œuvres d'art dans la section suisse de l'Exposition universelle de 1900 à Paris. Son œuvre la plus célèbre, créée en 1902 pour le Palais fédéral de Berne, est la statue de Stauffacherin, conservée dans la salle du Conseil national.